# Paidia minoica
Paidia minoica is een vlinder uit de familie van de spinneruilen (Erebidae), onderfamilie beervlinders (Arctiinae). De wetenschappelijke naam van de 
soort is voor het eerst geldig gepubliceerd in 2006 door de Freina.
Deze nachtvlinder komt voor in Europa.